# كالوم كروفورد
كالوم كروفورد هو لاعب اللاكروس كندي، ولد في 7 نوفمبر 1984 في أوتاوا في كندا.